# Distrito de Jaquí
El distrito de Jaquí es uno de los trece que conforman la provincia de Caravelí, ubicada en el departamento de Arequipa en el Sur del Perú. 
Desde el punto de vista jerárquico de la Iglesia católica forma parte de la Prelatura de Caravelí en la Arquidiócesis de Arequipa.

## Historia
En la colonia y en la época republicana fue gobernada por familias como los De la torre, García, Cárcamo, Segura, Morón, Guardia, Sifuentes, Márquez, Garayar, Díaz, Montoya, Dongo, etc. Introdujeron a los chinos culies, que adoptaron sus apellidos, para bautizarse, y formar una población que fue mano de obra en los fundos de los señores de la época y de sus minas.[cita requerida]
El distrito fue creado en los primeros años de la República.

## Autoridades

### Municipales
- 2019 - 2022[2]
  - Alcalde: Guisela Medalid Padilla Rojas, de Arequipa Renace.
  - Regidores:

  1. Emilio Miguel Begazo Tapia (Arequipa Renace)
  2. Jabier Jayme Romero Espinoza (Arequipa Renace)
  3. Gladys Patricia Rivas Supanta (Arequipa Renace)
  4. Rosmery Luz Sandoval Huamaní (Arequipa Renace)
  5. Míriam Santosa Barrientos Carrillo (Acción Popular)

## Festividades
- San Francisco de Asís
- San Martín de Porres